# Lago Te Anau
El lago Te Anau (en inglés: Te Anau Lake) se encuentra en la esquina suroeste de la isla Sur de Nueva Zelanda. Su nombre era originalmente Te Ana-au, término maorí que significa ‘la cueva de los remolinos de agua’. El lago tiene una superficie de 344 km², por lo que es el segundo lago más grande por superficie en Nueva Zelanda (después del lago Taupo) y el mayor de la isla Sur. El lago Te Anau es, sin embargo, el lago más grande de Australasia en volumen de agua dulce.
El cuerpo principal del lago se extiende de norte a sur, y alcanza 65 km de longitud. Tres grandes fiordos forman los brazos del lago en su flanco occidental: fiordo Septentrional, fiordo Central y fiordo Meridional. Estos son los únicos fiordos interiores de Nueva Zelanda, los otros catorce desembocan en la costa. Varias pequeñas islas se encuentran en la entrada del fiordo Central, que se bifurca en parte a lo largo de su longitud en el noroeste y suroeste. La superficie del lago se encuentra a una altitud de 210 m y, como su profundidad máxima es de 417 m, gran parte de su volumen se encuentra bajo el nivel del mar.